# Кандлър (окръг, Джорджия)
Окръг Кандлър (на английски: Candler County) е окръг в щата Джорджия, Съединени американски щати. Площта му е 645 km², а населението - 10 674 души. Административен център е град Метър.